# Unterseeboot 232
Le Unterseeboot 232 (ou U-232) est un sous-marin allemand (U-Boot) de type VII.C utilisé par la Kriegsmarine (marine de guerre allemande) pendant la Seconde Guerre mondiale.

## Historique
Mis en service le 28 novembre 1942, l'Unterseeboot 232 reçoit sa formation de base à Kiel en Allemagne au sein de la 5. Unterseebootsflottille jusqu'au 30 avril 1943, puis l'U-232 intègre sa formation de combat, à Brest en France avec la 9. Unterseebootsflottille, port qu'il n'atteindra jamais.
Le 24 février 1943, lors d'exercices d'entrainement en Mer Baltique, l'U-232 entre en collision avec l'U-649 qui est envoyé par le fond avec trente-cinq victimes.
Il réalise sa première patrouille, quittant le port de Kiel le 8 mai 1943 sous les ordres du Kapitänleutnant Ernst Ziehm. Après 62 jours de mer, l'U-232 est coulé le 8 juillet 1943 dans l'Atlantique Nord à l'ouest de Porto au Portugal à la position géographique de 40° 37′ N, 13° 41′ O par des charges de profondeur lancées d'un bombardier Consolidated B-24 Liberator américain (Squadron 2d A/S USAAF/Q). 
Les quarante-six membres d'équipage meurent dans cette attaque.

## Affectations successives
- 5. Unterseebootsflottille à Kiel du 28 novembre 1942 au 30 avril 1943 (entrainement)
- 9. Unterseebootsflottille à La Pallice du 1er mai 1943 au 8 juillet 1943 (service actif)

## Commandement
- Kapitänleutnant Ernst Ziehm du 28 novembre 1942 au 8 juillet 1943

## Patrouilles
|       | Commandant         | Départ     | Départ | Arrivée        | Arrivée | Jours    | Succès |
| ----- | ------------------ | ---------- | ------ | -------------- | ------- | -------- | ------ |
| 1     | Kptlt. Ernst Ziehm | 8 mai 1943 | Kiel   | 8 juillet 1943 | Coulé   | 62 jours |        |
| Total | Total              | Total      | Total  | Total          | Total   | 62 jours | 0 t    |

Note : Kptlt. = Kapitänleutnant 

### Opérations Wolfpack
L'U-232 a opéré avec les Wolfpacks (meute de loups) durant sa carrière opérationnelle:
1. Trutz (1er juin 1943 - 16 juin 1943)
2. Trutz 2 (16 juin 1943 - 29 juin 1943)
3. Geier 3 (30 juin 1943 - 8 juillet 1943)

## Navires coulés
L'Unterseeboot 232 n'a ni coulé, ni endommagé de navire ennemi au cours de l'unique patrouilles (62 jours en mer) qu'il effectua.

### Référence
1. ↑  http://uboat.net/boats/u232.htm

### Source
- (en) Cet article est partiellement ou en totalité issu de l’article de Wikipédia en anglais intitulé « German submarine U-232 » (voir la liste des auteurs).